# 第44期棋聖戦 (囲碁)
第44期棋聖戦は、読売新聞社主催、2020年度の棋聖戦である。棋聖戦は囲碁のタイトルの一つ。

## 方式
- 参加棋士は、日本棋院・関西棋院の棋士。
- 仕組み
  - FT:東西別で行われ、最後まで勝ち残った16名がCリーグ昇格。
  - S-Cリーグ:Cリーグはスイス式トーナメントで5連勝で優勝。3敗でFT陥落。S-Bリーグは1回戦総当り。優勝者が挑戦者決定戦に進出。ただしBリーグは1組と2組1位同士でプレーオフ。勝者が挑戦者決定戦に進出。
  - 挑戦者決定戦:各リーグ優勝者と、Sリーグ2位の計5名によるパラマス式トーナメントで、前期棋聖への挑戦者を決める。決定戦変則三番勝負はSリーグ1位に1勝のアドバンテージ。
- コミは6目半。
- 持時間は、FT・Bリーグまでは3時間、Aリーグは4時間、Sリーグ・挑決Tは5時間、挑戦手合七番勝負は各8時間。
- 優勝賞金 4500万円

## 概要
棋聖位7連覇中の井山裕太九段と3年ぶりの登場の河野臨九段の対戦。井山が勝利し8連覇を達成した。棋聖8期は趙治勲名誉名人・小林光一名誉三冠と並び最多タイ記録。8連覇は小林光一名誉三冠と並び最多タイ記録。

## 挑戦手合七番勝負
| 対局者       | 第1局（東京） | 第2局（川越） | 第3局（西海） | 第4局（大宰府） | 第5局（箱根） | 第6局（甲府） |            |
| ------------ | ------------- | ------------- | ------------- | --------------- | ------------- | ------------- | ---------- |
| 井山裕太棋聖 | ○             | ○             | ○             | ●               | ●             | ○             | 棋聖位防衛 |
| 河野臨九段   | ●             | ●             | ●             | ○               | ○             | ●             |            |

## 挑戦者決定トーナメント
|            | 棋士名       |            |
| ---------- | ------------ | ---------- |
| Sリーグ1位 | 河野臨九段   | 挑戦権獲得 |
| Sリーグ2位 | 高尾紳路九段 |            |
| Aリーグ1位 | 一力遼八段   |            |
| Bリーグ    | 本木克弥八段 |            |
| Cリーグ1位 | 鈴木伸二七段 |            |

## Sリーグ
| 序列 | 棋士名       | 生年 | 成績 | 順位 | 昇降  |
| ---- | ------------ | ---- | ---- | ---- | ----- |
| 1    | 山下敬吾九段 | 1978 | 2－3 | 5位  | ▼降格 |
| 2    | 河野臨九段   | 1981 | 3－2 | 1位  |       |
| 3    | 高尾紳路九段 | 1976 | 3－2 | 2位  |       |
| 4    | 許家元碁聖   | 1997 | 3－2 | 3位  |       |
| 5    | 村川大介十段 | 1990 | 3－2 | 4位  |       |
| 6    | 蘇耀国九段   | 1979 | 1－4 | 6位  | ▼降格 |

※抽選後のタイトル移動 村川大介 十段獲得 4/20

## Aリーグ
| 枠 | 棋士名       | 生年 | 勝敗 | 順位 | 昇降  |
| -- | ------------ | ---- | ---- | ---- | ----- |
| 1  | 一力遼八段   | 1997 | 7－0 | 1位  | △昇格 |
| 2  | 張栩名人     | 1980 | 4－3 | 2位  | △昇格 |
| 3  | 余正麒八段   | 1995 | 4－3 | 3位  |       |
| 4  | 志田達哉七段 | 1990 | 4－3 | 4位  |       |
| 5  | 芝野虎丸七段 | 1999 | 4－3 | 5位  | ▼降格 |
| 6  | 秋山次郎九段 | 1977 | 2－5 | 6位  | ▼降格 |
| 7  | 山城宏九段   | 1958 | 1－6 | 8位  | ▼降格 |
| 7  | 林漢傑八段   | 1984 | 2－5 | 7位  | ▼降格 |

## Bリーグ

### プレーオフ
|          | 棋士名       | 勝敗 |  |
| -------- | ------------ | ---- |  |
| 第1組1位 | 依田紀基九段 | ●    |  |
| 第2組1位 | 本木克弥八段 | ○    |  |

### 第1組
- １ 依田紀基九段 1966 1位 △昇格
- ２ 小林覚九段  1959 8位 ▼降格
- ３ 羽根直樹九段 1976 3位
- ４ 鶴山淳志七段 1981 4位
- ５ 小池芳弘四段 1998 5位
- ６ 大西竜平四段 2000 2位 △昇格
- ７ 沼舘沙輝哉六段 1991 6位 ▼降格
- ８ 呉柏毅五段 1996  7位 ▼降格

### 第2組
- １ 趙治勲名誉名人 1956 7位▼降格
- ２ 黄翊祖八段 1987   5位
- ３ 本木克弥八段  1995 1位△昇格
- ４ 王銘琬九段	  1961 6位▼降格
- ５ 山田規三生九段 1972 3位
- ６ 安達利昌六段  1991 2位△昇格
- ７ 潘善琪八段  1977  4位
- ８ 寺山怜五段  1990  8位▼降格

## Cリーグ
- 1 伊田篤史八段
- 2 松本武久八段
- 3 村松大樹六段 ▼陥落
- 4 張豊猷八段 ▼陥落
- 5 結城聡九段
- 6 望月研一七段 ▼陥落
- 7 大竹優三段 △昇格
- 8 孫喆七段
- 9 鶴田和志六段
- 10 謝依旻六段
- 11 中根直行九段 ▼陥落
- 12 三村智保九段
- 13 今村俊也九段
- 14 富士田明彦七段 △昇格
- 15 中野泰宏九段
- 16 柳時熏九段 ▼陥落
- 17 清成哲也九段 ▼陥落
- 18 小山空也四段 ▼陥落
- 19 瀬戸大樹八段 ▼陥落
- 20 小松英樹九段 ▼陥落
- 21 石田篤司九段
- 22 上野愛咲美二段 ▼陥落
- 23 岩丸平六段 ▼陥落
- 24 鈴木伸二七段 1位△昇格
- 25 西健伸三段 ▼陥落
- 26 釼持丈八段 ▼陥落
- 27 六浦雄太七段 △昇格
- 28 金秀俊九段 ▼陥落
- 29 李沂修八段 ▼陥落
- 30 広瀬優一三段 △昇格
- 31 古谷裕八段 ▼陥落
- 32 首藤瞬七段 △昇格

## ファーストトーナメント予選突破棋士
望月研一七段 小山空也四段 富士田明彦六段 松本武久八段 上野愛咲美二段 広瀬優一二段 謝依旻六段 釼持丈八段 大竹優二段 古谷裕八段 六浦雄太七段 村松大樹六段 瀬戸大樹八段 	中野泰宏九段  中根直行九段 岩丸平六段